# لاميفودين/رالتغرافير
لاميفودين/رالتغرافير واسمه التجاري دوتربيس هو دواء مركب طورته شركة ميرك، يحتوي على لاميفودين ورالتغرافير.
حصل على ترخيص الوكالة الأوروبية للأدوية بتاريخ 22 كانون الثاني 2015 لاستخدامه في علاج متلازمة العوز المناعي المكتسب، ورخصت إدارة الغذاء والدواء بتاريخ 6 شباط 2015.

## روابط خارجية
- HIGHLIGHTS OF PRESCRIBING INFORMATION من موقع fda.gov